# المجلس الوطني الغامبي
المجلس الوطني الغامبي (بالإنجليزية: National Assembly )‏ هو الهيئة التشريعية في غامبيا، ويتكون من 58 مقعداً.